# Nguyễn Kỳ
Nguyễn Kỳ (chữ Hán: 阮琦; 1518 - ?), người làng Bình Dân, huyện Đông Yên, phủ Khoái Châu, trấn Sơn Nam Hạ (nay là xã Tân Dân, huyện Khoái Châu, Hưng Yên). Đỗ trạng nguyên khoa Tân Sửu, niên hiệu Quảng Hoà thứ nhất (1541), đời Mạc Hiến Tông (Mạc Phúc Hải). Làm quan đến Hàn lâm thị thư.